# Percy Boomer

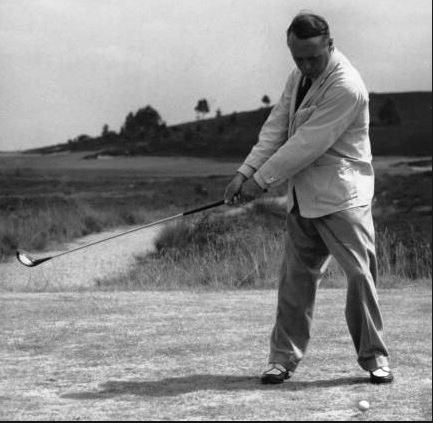
Percy Hugh Boomer

Percy Hugh Boomer (Londen, 1885 – Sunningdale, 29 april 1949) was een Engels golfprofessional.

## Loopbaan
Percy's ouders woonden in Grouville op het eiland Jersey, waar zijn vader leraar was. Hij leerde onder andere lezen en schrijven aan Harry Vardon. Percy werd ook leraar, maar in 1896 besloot hij toch golfprofessional te worden. Hij werd echter overschaduwd door zijn broer Aubrey Boomer. Hij won het Belgisch Open, de tweede editie van het Zwitsers Open en drie jaar later het Open op de Haagsche Golf & Country Club. Daarna besloot hij zich te concentreren op lesgeven in Frankrijk. Na 25 jaar publiceerde hij 'On Learning Golf' (Alfred A. Knopf, Inc., New York, 1942).
Hij geloofde erg in de positieve instelling, en zei nooit dat zijn leerling iets fout deed. Hij geloofde in gevoel en in 'muscle memory'. In 1942 publiceerde hij 'On Learning Golf' (Alfred A. Knopf, Inc., New York, 1942).
Tegelijk met Harvey Penick, Tommy Armour en Ernest Jones werd Percy Boomer in 1977 in de World Golf Teachers Hall of Fame toegevoegd.

## Gewonnen
- 1923: Belgisch Open op Anderlecht
- 1924: Zwitsers Open in Crans
- 1927: Dutch Open op de Haagsche